# دينيس شيك
دينيس شيك (بالألمانية: Denis Scheck)‏ (و. 1964  م) هو لغوي، ومقدم تلفزيوني، وصحفي، ومترجم، وناقد أدبي ألماني، ولد في شتوتغارت، شارك في Ingeborg Bachmann Award 2000 ‏.

## جوائز
حصل على جوائز منها:

جائزة هانس يواقيم فريدريش ‏

## وصلات خارجية
- دينيس شيك على موقع IMDb (الإنجليزية)
- دينيس شيك على موقع مونزينجر (الألمانية)
- دينيس شيك على موقع ديسكوغز (الإنجليزية)
- دينيس شيك في قاعدة بيانات الأفلام على الإنترنت